# Paralepistemon shirensis
Paralepistemon es un género monotípico de plantas con flores perteneciente a la familia de las convolvuláceas. Su única especie Paralepistemon shirensis es originaria del sur de África.

## Descripción
Es una planta trepadora robusta que alcanza un tamaño de hasta 15 m  de altura. Los tallos son leñosos, cilíndricos, de hasta 20 cm de diámetro, con pelos tomentoso blanquecinos  adpresos muy cortos, más denso  cuando joven. Láminas ampliamente cordadas a circular ovadas o cordadas-ovadas, enteras, obtuso a acuminado o poco y abruptamente cuspidadas en el ápice, a menudo mucronuladas, de 3 · 17.5 × 16.3 cm.
Las inflorescencias cimosas en las axilas de las hojas superiores y formando una panícula terminal laxa, a veces psedo-umbelada; pedúnculos patentes o erecto-patentes, más delgados, densamente tomentosas como los  tallos y peciolos jóvenes, con pocas a muchas flores, 37-10 cm de largo; bractéolas parecida al papel fino o casi membranosa, oblongo-oblanceolada, oblongo-obovadas, de color marrón amarillento pálido cuando está seco.
Fruto indehiscente ampliamente elipsoide o algo obovoide, redondeado truncado a  deprimido en el ápice. Semillas de color marrón claro, subglobosas cuadrangular.

## Taxonomía
Paralepistemon shirensis fue descrito por (Oliv.) Lejoly & Lisowski y publicado en Bulletin du Jardin Botanique National de Belgique 56: 197. 1986.
Basónimo
- Ipomoea shirensis Oliv.

Sinonimia
- Rivea shirensis (Oliv.) Hallier f. (1893)
- Turbina shirensis (Oliv.) A. Meeuse (1958)
- Porana subrotundifolia De Wild. (1903)[4]